# Лучано Лупі
Лучано Лупі (італ. Luciano Lupi, 29 січня 1923, Генуя — 11 травня 2002) — італійський футболіст, що грав на позиції півзахисника, зокрема за «Леньяно». По завершенні ігрової кар'єри — тренер.

## Ігрова кар'єра
У дорослому футболі дебютував 1942 року виступами за команду «Дженова 1893», у складі якої взяв участь в одній грі. 
Після відновлення повноцінних загальнонаціональних футбольних змагань у повоєнній Італії 1945 року продовжив кар'єру в команді «Рапалло».
1946 року перейшов до «Леньяно», у складі якого провів наступні одинадцять сезонів, здебільшого у другому італійському дивізіоні. Двічі, у 1951 і 1953 роках здобував у складі команди підвищення в класі до Серії A, утім провів у найвищому дивізіоні лише два сезони, адже в обох випадках команда з «Леньяно» посідала останнє місце і відразу ж поверталася до Серії B.
Завершував ігрову кар'єру у команді «Сестрезе», за яку виступав протягом 1957—1958 років.

## Кар'єра тренера
Розпочав тренерську кар'єру, очоливши тренерський штаб «Саронно».
Згодом протягом 1960-х і першої половини 1970-х тренував низку клубних італійських команд.
1985 року тренував юнацьку збірну Італії U-17. За два роки очолив збірну 20-річних, яка під його керівництвом брала участь у тогорічній молодіжній першості світу, припинивши боротьбу на стадії чвертьфіналів.
Згодом 1989 року був технічним директором «Роми».
Помер 11 травня 2002 року на 80-му році життя.

## Титули і досягнення

### Як тренера
- Чемпіон Європи (U-16): 1982